# Desporto em Portugal
O Desporto em Portugal é um importante componente da cultura Portuguesa, destacando-se o futebol como o desporto mais popular de Portugal, ainda que existam muitas outras competições anuais bem organizadas a nível profissional e amador, incluindo campeonatos de futebol, basquetebol, natação, polo aquático, atletismo, ténis, padel, ginástica, futsal, hóquei em patins, andebol, voleibol, surf, canoagem, taekwondo e rugby entre centenas de outros desportos. Existem em Portugal mais de 400 000 praticantes de desporto federado.
As maiores ligas profissionais, e campeonatos incluem:
- Campeonato Português de Futebol em futebol.
- Campeonato Português de Futsal em futsal.
- Liga Portuguesa de Basquetebol em basquetebol.
- Campeonato Português de Hóquei de Sala em hóquei de sala.
- Campeonato Português de Hóquei em Campo em hóquei em campo.
- Campeonato Português de Hóquei em Patins em Hóquei em patins.
- Campeonato Português de Andebol em andebol.
- Campeonato Nacional de Rugby em râguebi.
- Campeonato Nacional de Voleibol em voleibol.
- Campeonato de Elite de Futebol de Praia em futebol de praia.
- Campeonato Nacional de Polo Aquático em polo aquático.
- Volta a Portugal, a Volta ao Algarve e a Volta ao Alentejo em ciclismo.
- Rali de Portugal nos desportos motorizados.
- Liga Portuguesa de Futebol Americano em futebol americano.
- Campeonato Nacional de Badminton em badminton.
- Campeonato Nacional Natação e Natação Sincronizada. Em Natação também há a modalidade de Águas Abertas

Outras atividades relacionadas com desportos exteriores, com milhares de adeptos, incluem airsoft, golfe, caminhada, e orientação.

## Eventos multidesportivos

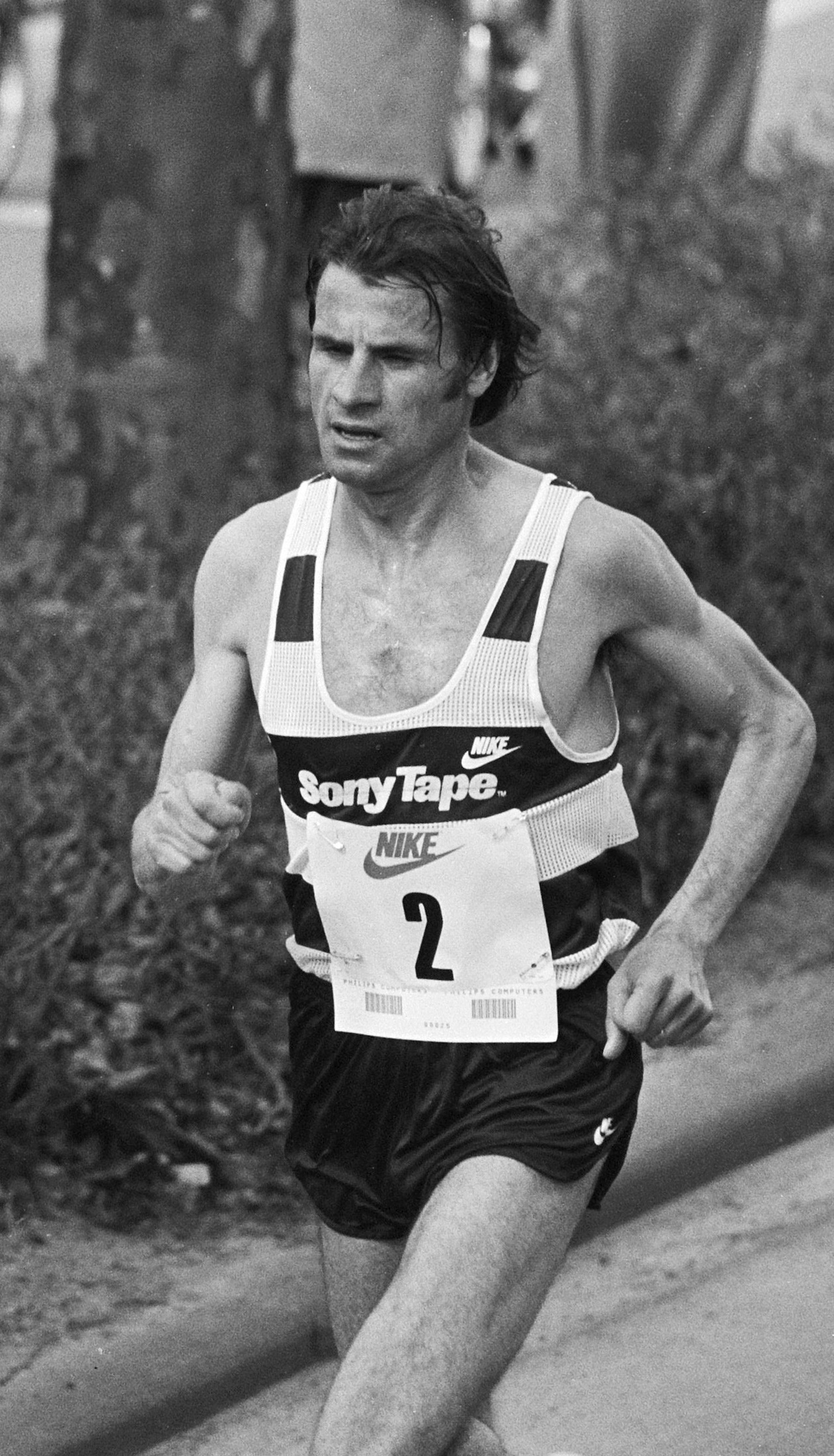
Carlos Lopes, campeão olímpico de maratona nos Jogos de 1984 em Los Angeles.

### Jogos Olímpicos
Portugal estreou-se nos Jogos Olímpicos de Estocolmo em 1912 e participou desde então em todas as edições dos Jogos Olímpicos, sendo a décima oitava nação mais assídua. Com a criação do Comité Olímpico de Portugal em 1909 e seu reconhecimento pelo COI no mesmo ano, Portugal foi o décimo terceiro país a aderir ao Movimento Olímpico.
Até 2016, o país conquistou 24 medalhas (quatro ouros, oito pratas e doze bronzes) O atletismo é a modalidade onde Portugal ganhou mais medalhas, incluído as 4 medalhas de ouro (10 medalhas, 41,67%).
Campeões Olímpicos
- Carlos Lopes, (Maratona) - Los Angeles 1984
- Rosa Mota, (Maratona) - Seul 1988
- Fernanda Ribeiro, (10 000 metros) - Atlanta 1996
- Nélson Évora, (Triplo Salto) - Pequim 2008

Em 1952, Portugal estreou-se nos Jogos Olímpicos de Inverno, realizados em Oslo, na Noruega. Desde os Jogos de Calgary em 1988, Portugal participou em todas as edições dos Jogos de Inverno menos em duas edições. Portugal nunca ganhou uma medalha nos Jogos de Inverno.

### Jogos Europeus
Portugal participou nos primeiros jogos europeus que decorreram em Bacu, no Azerbaijão, em 2015. A missão portuguesa enviou 101 atletas que competiram em 14 modalidades. No final, Portugal conquistou 10 medalhas (3 de ouro, 4 de prata e 3 de bronze) ficando no décimo oitavo lugar do medalheiro. O porta-estandarte na cerimónia de abertura foi João Costa que venceu uma medalha de prata no tiro na disciplina de pistola de ar comprimido a 10m. Para a cerimónia de encerramento, foi escolhida, para ser porta-estandarte, Telma Monteiro que conquistou uma medalha de ouro em judo na categoria de -57 kg

## Desportos coletivos

### Andebol
Portugal já organizou o campeonato europeu de andebol em 1994 e o campeonato do mundo em 2003. A Seleção Portuguesa de Andebol nunca encontrou muito sucesso nas competições em que participou. Os clubes portugueses de andebol competem no Campeonato Português de Andebol sendo o FC Porto a potencia mais importante nesta modalidade a nível nacional. A nível europeu, o Sporting CP é o único clube que conquistou um título continental vencendo à Taça Challenge em 2010. Os outros clubes que chegaram a final de Taça Challenge são o SL Benfica, o SC Horta e o ABC Braga, este último por duas vezes, a última em 2015. O ABC Braga também já chegou a final da Liga dos Campeões de Europa.

### Badminton
O badminton é um desporto muito praticado a nível escolar, que conta com aproximadamente 2000 federados na modalidade. Existem cerca de 50 clubes a nível nacional na Federação Portuguesa de Badminton.

### Basquetebol
A Liga Portuguesa de Basquetebol é a competição nacional mais importante desta modalidade. O SL Benfica é o clube com mais títulos (25) e que domina o desporto estes últimos anos.

### Futebol

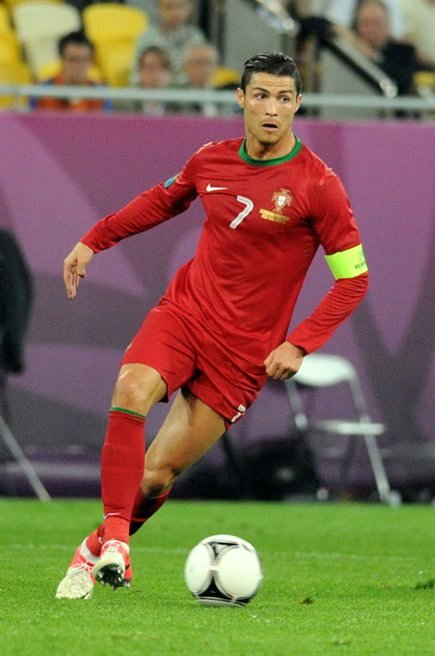
Cristiano Ronaldo, futebolista

As principais competições de Portugal são a Primeira Liga, a Taça de Portugal, a Taça da Liga e a Supertaça Cândido de Oliveira.

A 10 de Julho de 2016, no campeonato Europeu de Futebol (Euro 2016), Portugal sagrou-se campeão europeu ao vencer a seleção da França por 1-0, com golo de Éder aos 109 minutos, na segunda parte do tempo de prolongamento. Foi o primeiro título internacional que Portugal conquistou em toda a história do futebol.

#### Títulos internacionais

##### Seleções
Campeão da Europa - Euro 2016
Campeão da Liga das Nações da UEFA - 2019
Campeão da Liga das Nações da UEFA - 2025

##### Clubes
SL Benfica
FC Porto
Sporting CP

### Futebol de praia
A Seleção Portuguesa de Futebol de Praia é uma das mais importantes a nível internacional tendo ganho muitas competições internacionais e continentais. Portugal foi campeão do mundo em 2001 e 2015, ocupando regularmente os 4 primeiros lugares da competição. A selecção também ganhou 5 vezes o mundialito, sendo a segunda nação mais bem sucedida. A nível europeu, Portugal ganhou 6 vezes a Taça da Europa de Futebol de Praia e 5 vezes a Liga Europeia de Futebol de Praia. Em 2005, organizou-se o primeiro Campeonato de Elite de Futebol de Praia, o Futebol Clube do Porto sendo o campeão nessa primeira edição. Nenhum clube português consegui ganhar um título internacional mas certos clubes portugueses tiveram boas exibições. O Sporting Clube de Portugal foi vice-campeão no Mundialito de Clubes de Futebol de praia em 2011 e o Sporting Clube de Braga foi terceiro na Taça europeia de Clubes de Futebol de praia em 2014.

#### Títulos internacionais
- 2 Copas do Mundo de Futebol de praia (2001 e 2015)
- 5 Mundialitos de Futebol de praia (2003, 2008, 2009, 2012 e 2014)
- 5 Ligas europeias de Futebol de praia (2002, 2007, 2008, 2010 e 2015)
- 6 Taças da Europa de Futebol de praia (1998, 2001, 2002, 2003, 2004 e 2006)
- 1 Copa latina de Futebol de praia (2000)
- 1 Medalha de Bronze nos Jogos Europeus (2015)

### Hóquei em patins
Existem em Portugal cerca de 250 clubes e 10 000 praticantes de hóquei em patins. A Seleção Portuguesa de Hóquei em Patins masculina já venceu por 15 vezes o Campeonato do Mundo de Seniores  e por 21 vezes o Campeonato da Europa de Seniores. A Selecção feminina ganhou por três vezes o Campeonato da Europa de Seniores. Os principais clubes portugueses de hóquei em patins se defrontam no Campeonato Nacional de Hóquei em Patins sendo o SL Benfica o clube mais titulado com 23 campeonatos vencidos. O FC Porto e o SL Benfica são os clubes portugueses com mais títulos internacionais vencidos.

#### Seleções
Seleção A:
- 15 Campeonatos do mundo de Hóquei em Patins (1947, 1948, 1949, 1950, 1952, 1956, 1958, 1960, 1962, 1968, 1974, 1982, 1991, 1993 e 2003)
- 18 Torneios de Montreux (1948, 1949, 1954, 1955, 1956, 1963, 1965, 1968, 1970, 1973, 1984, 1987, 1994, 1997, 2009, 2011, 2013 e 2015)
- 21 Campeonatos Europeus de Hóquei em Patins (1947, 1948, 1949, 1950, 1952, 1956, 1959, 1961, 1963, 1965, 1967, 1971, 1973, 1975, 1977, 1987, 1992, 1994, 1996, 1998 e 2016)
- 4 Medalhas de ouro e 1 medalha de bronze nos Jogos Mundiais

Seleção A feminina:
- 3 Campeonatos Europeus de Hóquei em Patins Feminino (1997, 1999 e 2001)

Seleção Sub-23:
- 14 Taças Latinas (1957, 1959, 1960, 1961, 1962, 1988, 1989, 1998, 2001, 2002, 2003, 2008, 2014 e 2016)

Seleção Sub-20:
- 3 Campeonatos do mundo de Hóquei em Patins Sub-20 (2003, 2013 e 2015)
- 18 Campeonatos Europeus de Hóquei em Patins Sub-20 (1953, 1960, 1969, 1970, 1971, 1975, 1976, 1980, 1992, 1993, 1994, 2000, 2003, 2005, 2008, 2010, 2012 e 2014)

Seleção Sub-17:
- 13 Campeonatos Europeus de Hóquei em Patins Sub-17 (1981, 1985, 1986, 1987, 1989, 1998, 1999, 2000, 2005, 2008, 2009, 2013 e 2015)

#### Clubes
Os clubes portugueses participam em várias competições nacionais e internacionais. Esta tabela reúne todos os títulos principais conquistados por eles.
| # | Clube               | Competições nacionais | Competições nacionais | Competições nacionais | Competições nacionais | Competições europeias | Competições europeias | Competições europeias | Competições europeias | Competições internacionais | Total | Último troféu                       | Ref.   |
| # | Clube               | CN                    | CM                    | TP                    | ST                    | LE                    | TC                    | TT                    | SE                    | TI                         | Total | Último troféu                       | Ref.   |
| - | ------------------- | --------------------- | --------------------- | --------------------- | --------------------- | --------------------- | --------------------- | --------------------- | --------------------- | -------------------------- | ----- | ----------------------------------- | ------ |
| 1 | FC Porto            | 21                    | 1                     | 15                    | 19                    | 2                     | 2                     | 2                     | 1                     | 0                          | 63    | Taça de Portugal de 2015–16         | [ 10 ] |
| 2 | SL Benfica          | 23                    | 6                     | 15                    | 7                     | 2                     | 2                     | 0                     | 2                     | 1                          | 58    | Liga Europeia de 2015–16            | [ 11 ] |
| 3 | Sporting CP         | 7                     | 0                     | 4                     | 2                     | 1                     | 2                     | 3                     | 0                     | 0                          | 19    | Supertaça de 2015                   | [ 12 ] |
| 4 | OC Barcelos         | 3                     | 0                     | 4                     | 4                     | 1                     | 2                     | 1                     | 1                     | 1                          | 17    | Taça CERS de 2015–16                |        |
| 5 | CD Paço d'Arcos     | 8                     | 0                     | 0                     | 0                     | 0                     | 1                     | 0                     | 0                     | 0                          | 9     | Taça CERS de 1999–00                | [ 13 ] |
| 6 | HC Sintra           | 4                     | 0                     | 0                     | 0                     | 0                     | 0                     | 0                     | 0                     | 0                          | 4     | Campeonato Nacional de 1958–59      |        |
| 6 | UD Oliveirense      | 0                     | 0                     | 3                     | 0                     | 0                     | 1                     | 0                     | 0                     | 0                          | 4     | Taça de Portugal de 2011–12         | [ 14 ] |
| 7 | CF Benfica          | 3                     | 0                     | 0                     | 0                     | 0                     | 0                     | 0                     | 0                     | 0                          | 3     | Campeonato Nacional de 1942–43      |        |
| 7 | GD Lourenço Marques | 3                     | 0                     | 0                     | 0                     | 0                     | 0                     | 0                     | 0                     | 0                          | 3     | Campeonato Nacional de 1972–73      |        |
| 7 | AD Oeiras           | 0                     | 0                     | 0                     | 0                     | 0                     | 0                     | 3                     | 0                     | 0                          | 3     | Taça das Taças de 1978–79           |        |
| 8 | AD Valongo          | 1                     | 0                     | 0                     | 1                     | 0                     | 0                     | 0                     | 0                     | 0                          | 2     | Supertaça de 2014                   |        |
| 9 | CA Campo de Ourique | 1                     | 0                     | 0                     | 0                     | 0                     | 0                     | 0                     | 0                     | 0                          | 1     | Campeonato Nacional de 1953–54      |        |
| 9 | CF Lourenço Marques | 1                     | 0                     | 0                     | 0                     | 0                     | 0                     | 0                     | 0                     | 0                          | 1     | Campeonato Nacional de 1961–62      |        |
| 9 | CD Malhangalene     | 0                     | 0                     | 1                     | 0                     | 0                     | 0                     | 0                     | 0                     | 0                          | 1     | Taça de Portugal de 1963–64         |        |
| 9 | GD CUF              | 1                     | 0                     | 0                     | 0                     | 0                     | 0                     | 0                     | 0                     | 0                          | 1     | Campeonato Nacional de 1964–65      |        |
| 9 | Infante de Sagres   | 0                     | 1                     | 0                     | 0                     | 0                     | 0                     | 0                     | 0                     | 0                          | 1     | Campeonato Metropolitano de 1970-71 |        |
| 9 | GD Sesimbra         | 0                     | 0                     | 0                     | 0                     | 0                     | 1                     | 0                     | 0                     | 0                          | 1     | Taça CERS de 1980–81                |        |
| 9 | AD Sanjoanense      | 0                     | 0                     | 0                     | 0                     | 0                     | 0                     | 1                     | 0                     | 0                          | 1     | Taça das Taças de 1985–86           |        |
| 9 | HA Cambra           | 0                     | 0                     | 1                     | 0                     | 0                     | 0                     | 0                     | 0                     | 0                          | 1     | Taça de Portugal de 2006–07         |        |

| Competições nacionais: - CN = Campeonato Nacional - CM = Campeonato Metropolitano (extinta) - TP = Taça de Portugal - ST = Supertaça António Livramento | Competições europeias: - LE = Liga Europeia - TC = Taça CERS - TT = Taça das Taças (extinta) - SE = Supertaça Europeia/Taça Continental | Competições internacionais: - TI = Taça Intercontinental |

### Râguebi sevens
Portugal é uma das nações mais fortes da Europa nesta variação do râguebi. A nível mundial Portugal é uma seleção regularmente presente na Série Mundial de Sevens da IRB. A nível europeu, Portugal já foi campeão 8 vezes no Sevens Grand prix series, sendo à nação europeia mais titulada a frente da Rússia e Inglaterra com dois títulos cada um e a França com um título. O último título foi ganho em 2011. Portugal teve a medalha de prata nos jogos mundiais de 2009.

### Voleibol
A organização responsável pelo voleibol em Portugal é a Federação Portuguesa de Voleibol. Competições: Campeonato Nacional Masculino, Campeonato Nacional Feminino, Taça de Portugal e a Supertaça de Portugal (extinta). Portugal organizou a Liga Europeia de Voleibol em 2007 e 2009 tendo vencido a competição em 2010.

### Outros desportos colectivos

#### Basebol
Equipas:
- Bravos do Centro Social Luso Venezolano (Santa Maria da Feira)
- White Sharks Almada Beisebol Clube
- Associação Académica de Coimbra
- Abrantes Basebol Clube
- Lisboa Basebol Clube
- Universidade de Aveiro
- Villas Vikings

#### Futebol Americano
Equipas:
- Porto Renegades
- Crusaders CFA
- Lisboa Navigators
- Altis Paredes Lumberjacks
- Maximinos Warriors
- Algarve Pirates
- Santa Iria Wolves
- Lisboa Devils
- Porto Mutts
- Évora Longhorns
- Algarve Sharks

Liga:
- Liga Portuguesa de Futebol Americano

## Desportos individuais

### Canoagem
Portugal tornou-se nos últimos anos um dos países com mais sucesso neste desporto, ganhando muitas medalhas em campeonatos Europeus e Mundiais. Os melhores atletas incluem Teresa Portela, Joana Vasconcelos, Helena Rodrigues, Beatriz Gomes, João Ribeiro, Emanuel Silva e Fernando Pimenta. Estes dois últimos velocistas de canoagem ganharam a medalha de prata nos Jogos Olímpicos de 2012 em Londres no evento de K2 1000m masculino.

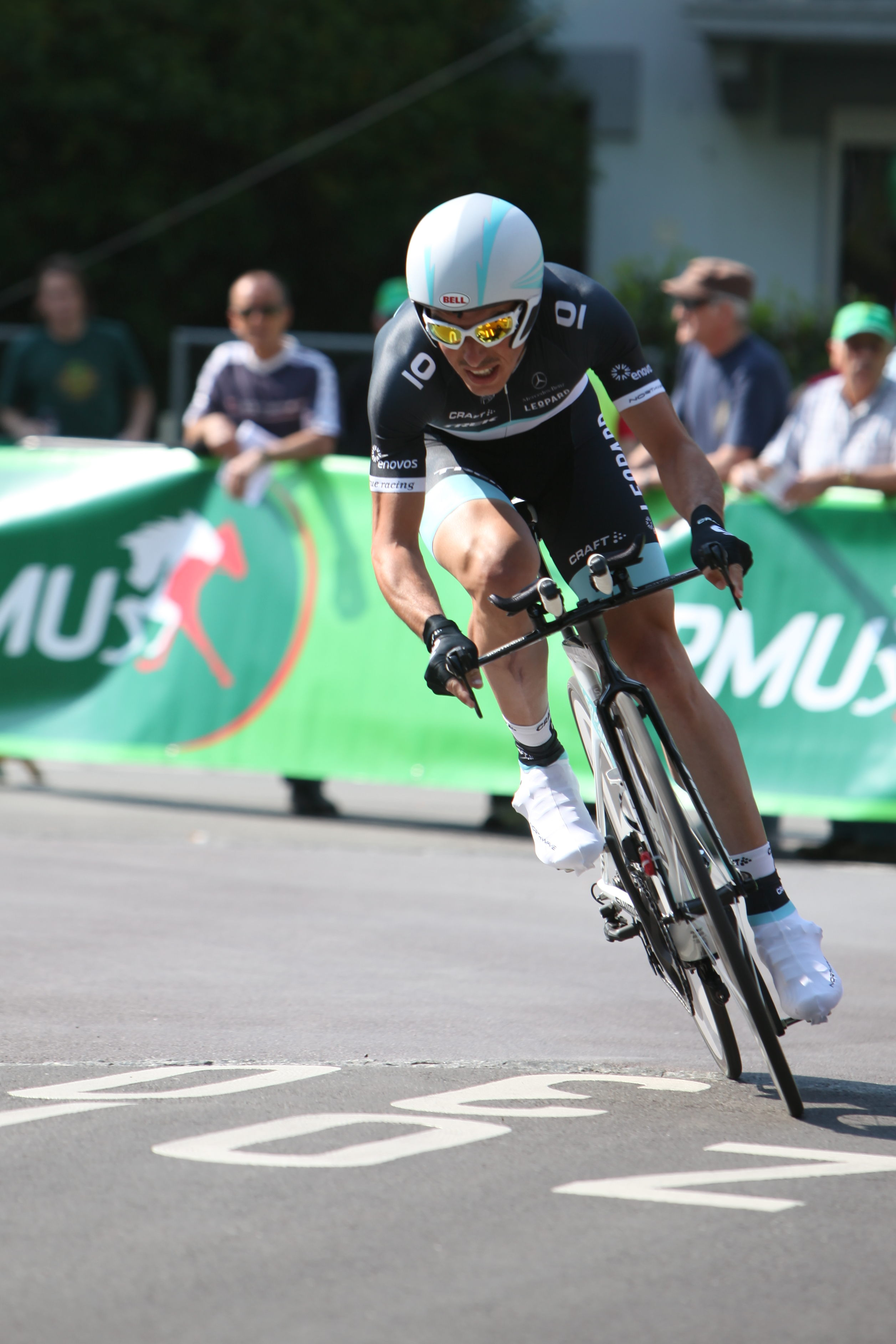
Bruno Pires, ciclista

| Canoagem             | Ouro | Prata | Bronze | Total |
| -------------------- | ---- | ----- | ------ | ----- |
| Jogos Olímpicos      | 0    | 1     | 0      | 1     |
| Taça do Mundo        | 1    | 2     | 2      | 5     |
| Campeonatos Europeus | 2    | 3     | 13     | 18    |

### Ciclismo
O ciclismo português teve o seu momento mais alto nos Jogos Olímpicos de 2004 em Atenas, quando Sérgio Paulinho arrecadou a medalha de prata no ciclismo de estrada. Sendo até hoje a única medalha conquistada, por Portugal, nesta modalidade.
- Volta a Portugal em Bicicleta
- Volta ao Algarve
- Volta ao Alentejo
- Lista de ciclistas de Portugal

### Ginástica

#### 3. Ginástica acrobática
Sofia Rolão e Gonçalo Roque sagram-se campeões da Europa em 2011, Varna, Bulgária.
Bruno Pereira e Beatriz Figueiredo sagram-se campeões da Europa em Setembro de 2015, Riesa, Alemanha.

### Judo
Portugal teve e continua a ter sucesso nesta modalidade, tendo vencido medalhas olímpicas, mundiais e europeias. A judoca portuguesa com mais sucesso na actualidade e que já constitui uma referência no judo português e mundial é Telma Monteiro, que já foi campeã europeia e vice-campeã do mundo em várias ocasiões.

#### Títulos internacionais
- 1 Medalha de bronze olímpica
- 5 Medalhas de prata e 5 medalhas de bronze no Campeonato Mundial de Judô
- 1 Medalha de ouro nos Jogos Europeus
- 10 Medalhas de ouro, 6 medalhas de prata e 12 medalhas de bronze no Campeonato Europeu de Judô
- 1 Medalha de ouro e 4 medalhas de bronze nas Universíadas

### Motociclismo
No dia 31 de maio 2015, Miguel Oliveira ganhou o Grande Prémio da Itália de MotoGP. Foi a primeira vez que um português ganhou um Grande Prémio desse campeonato do mundo.

### Natação
- Campeonato Nacional de Clubes em Natação
- Selecção Portuguesa de Natação

### Taekwondo
O taekwondo nunca foi um desporto onde Portugal encontrou muito sucesso mas a modalidade tem crescido estes últimos anos. Pedro Póvoa foi o primeiro português a participar nesta modalidade nos Jogos Olímpicos em 2008. O taekwondo se revelou ao público português durante os Jogos Europeus com a medalha de ouro conquistada por Rui Bragança que é o grande nome da actualidade no Taekwondo português tendo mesmo alcançado o primeiro lugar do ranking na sua categoria em 2014. A Federação Portuguesa de Taekwondo é constituída por 19 associações que dirigem 140 escolas da modalidade em todo o país. O taekwondo foi introduzido em 1974 pelo Grão-mestre David Chung Sun Yong no Sporting Clube de Portugal.

#### Medalhas internacionais

##### Eventos mundiais
- 1 Medalha de prata no Campeonato Mundial de Taekwondo
- 1 Medalha de bronze e 1 Medalha de ouro no Grand Prix Mundial de Taekwondo
- 2 Medalhas de bronze no Campeonato do Mundo universitário
- 1 Medalha de prata e 1 medalha de bronze no Campeonato Mundial Júnior de Taekwondo

##### Eventos europeus
- 2 Medalhas de ouro e 4 medalhas de bronze no Campeonato Europeu de Taekwondo
- 1 Medalha de ouro no Campeonato Europeu de categorias olímpicas de Taekwondo
- 1 Medalha de ouro nas Qualificações para os Jogos Olímpicos
- 5 Medalhas de ouro, 1 medalha de prata e 3 medalhas de bronze no Campeonato Europeu Sub-21 de Taekwondo
- 1 Medalha de prata e 5 medalhas de bronze no Campeonato Europeu Júnior de Taekwondo
- 1 Medalha de bronze no Campeonato Europeu Cadete de Taekwondo

##### Eventos multi-desportivos

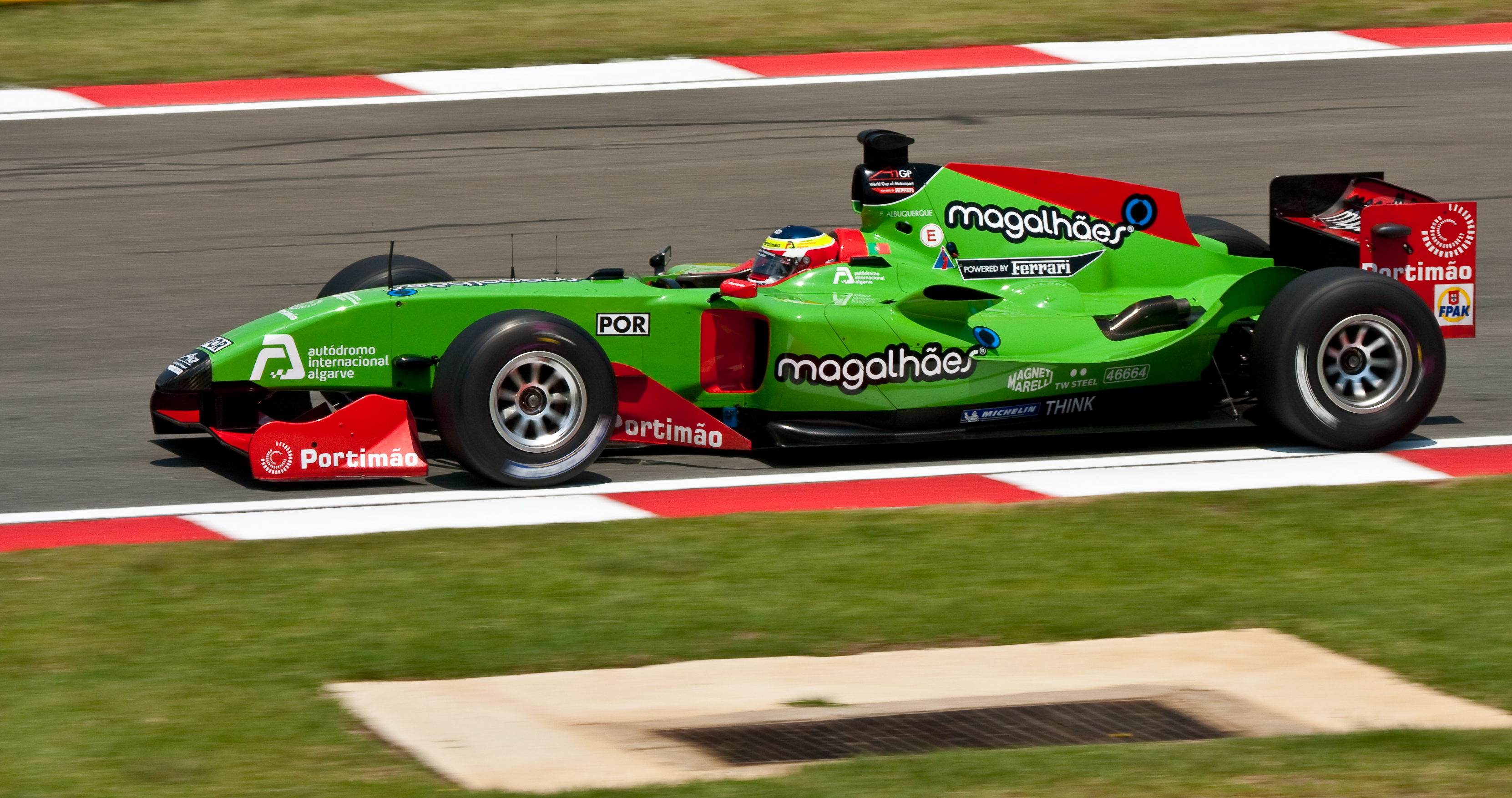
Filipe Albuquerque, piloto de automobilismo

- 1 Medalha de prata nos Jogos Olímpicos da Juventude
- 2 Medalhas de prata nas Universíadas
- 1 Medalha de ouro e 1 medalha de bronze nos Jogos Europeus
- 6 Medalhas de ouro, 6 medalhas de prata e 4 medalhas de bronze nos Jogos da Lusofonia
- 1 Medalha de bronze nas Surdolimpiadas

##### Torneios Open
- 6 Medalhas de ouro, 2 medalhas de prata e 2 medalhas e bronze no Open da Áustria
- 1 Medalha de ouro e 1 medalha de bronze no Open da Bósnia
- 1 Medalha de prata no Open do Reino Unido
- 2 Medalhas de ouro, 1 medalha de prata e 1 medalha de bronze no Open da Croácia
- 1 Medalha de ouro e 1 medalha de prata no Open do Canadá
- 3 Medalhas de ouro e 5 medalhas de bronze no Open da Holanda
- 1 Medalha de ouro, 3 medalhas de prata e 7 medalhas de bronze no Open da Alemanha
- 1 Medalha de ouro no Open da Grécia
- 3 Medalhas de ouro, 1 medalha de prata e 1 medalha de bronze no Open de Israel
- 1 Medalha de bronze no Open de Luxor
- 1 Medalha de prata no Open da Moldávia
- 2 Medalhas de ouro e 4 medalhas de bronze no Open de Paris
- 4 Medalhas de ouro, 3 medalhas de prata e 2 medalhas de bronze no Open da Sérvia
- 7 Medalhas de ouro, 14 medalhas de prata e 36 medalhas de bronze no Open de Espanha
- 1 Medalha de ouro, 2 medalhas de prata e 3 medalhas de bronze no Open da Suíça
- 4 Medalhas de ouro, 2 medalhas de prata e 1 medalha de bronze no Open de Trelleborg
- 1 Medalha de ouro e 1 medalha de bronze no Open da Turquia
- 2 Medalhas de bronze no Open da Ucrânia

### Ténis

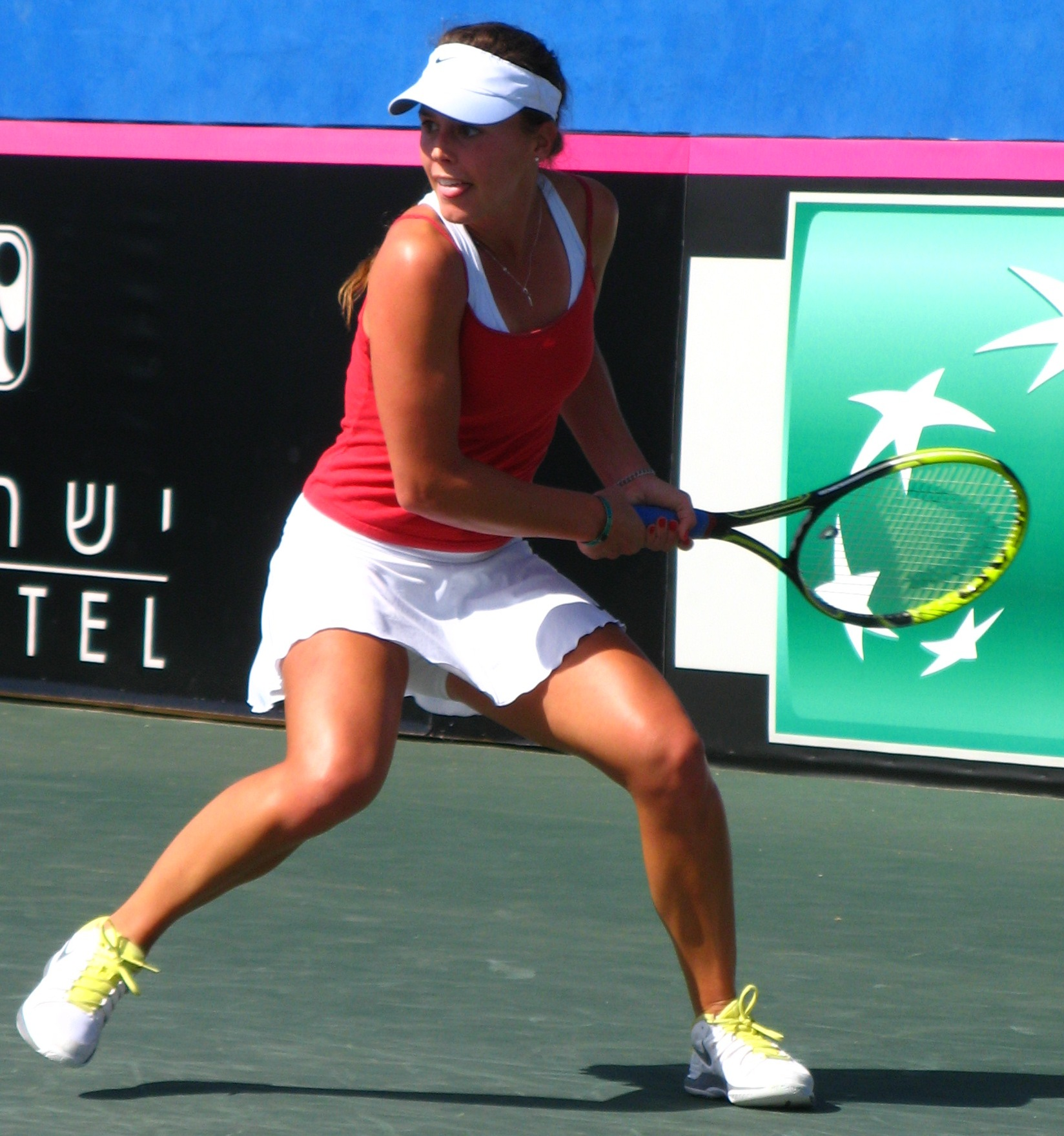
Michelle Larcher de Brito, tenista

O ténis nunca foi um desporto que encontrou muito sucesso em Portugal mas estes últimos anos o desporto começo a evoluir e a ser praticado por mais pessoas em Portugal. O tenista português com mais sucesso internacionalmente é João Sousa que foi o primeiro português a ganhar um torneio ATP vencendo o ATP de Kuala Lumpur em 2013. Desde então já foi a mais 3 finais de torneios ATP: o ATP de Båstad, o ATP de Moselle e o ATP de Geneva. Portugal organiza o ATP de Estoril que faz parte do ATP World Tour 250 series.

### Ténis de Mesa

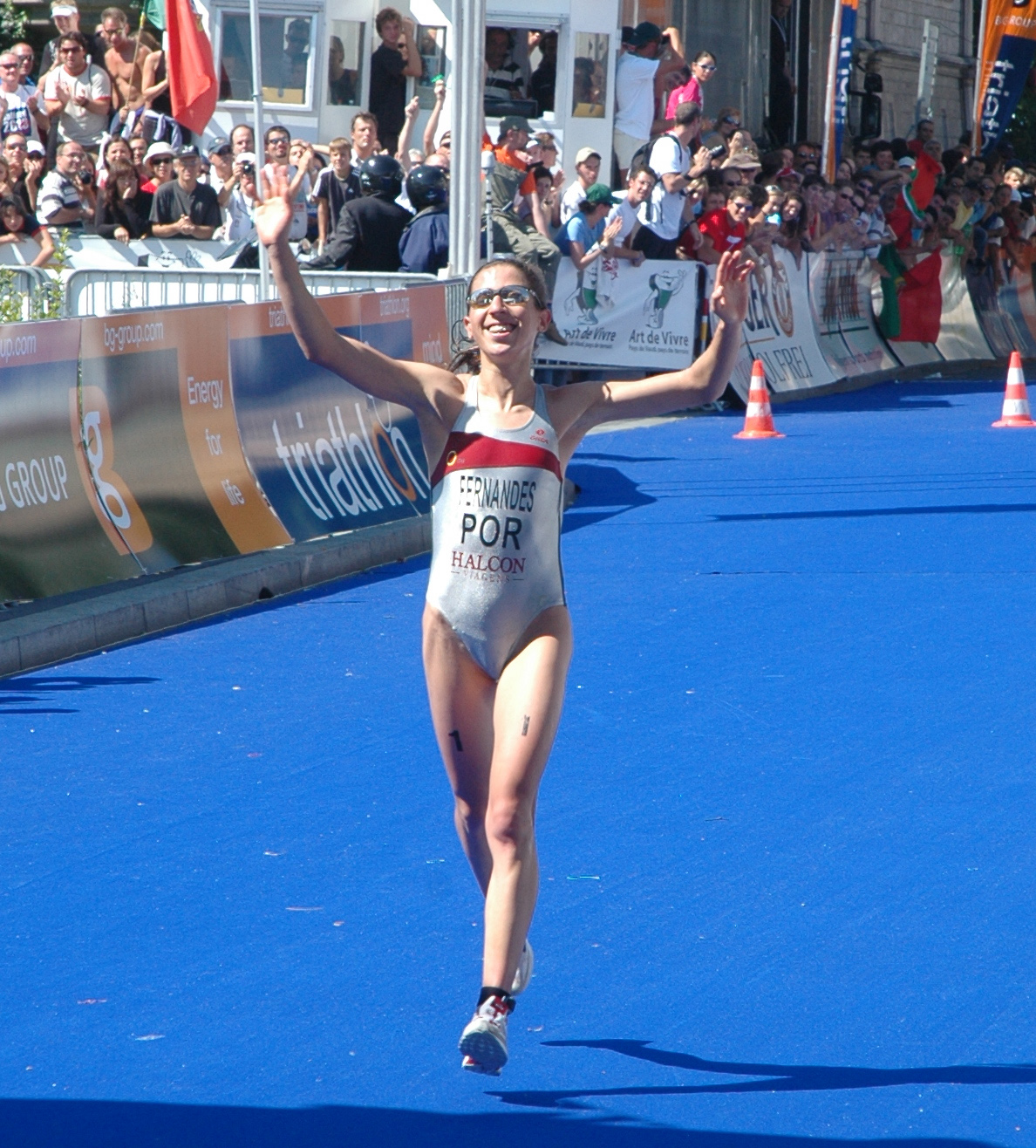
Vanessa Fernandes, triatleta

### Padel
O padel em Portugal surgiu por influência de uma empresa espanhola, a All Padel.
É nos finais dos anos 90 que o padel se começa a desenvolver e que surge uma associação que começa a promover o padel através da organização de torneios. Desde então, Portugal começa a participar em todas as edições dos Campeonatos da Europa e Campeonatos do Mundo. Hoje em dia, estima-se que o existam cerca de 7000 a 9000 praticantes ocasionais e regulares de padel em Portugal.

## Organizações
- Secretaria de Estado da Juventude e do Desporto
  - Instituto do Desporto e Juventude
  - Conselho Superior do Desporto (CSD)
  - Conselho Nacional Contra a Violência no Desporto (CNVD)
  - Conselho Nacional Anti-dopagem (CNAD)

## Medianos desportos

### Jornais
- A Bola
- Record
- O Jogo
- Jornal Basebol

### Televisão
Todos os jogos da Selecção Nacional de Futebol são transmitidos em sinal aberto na RTP1. Alguns jogos do Campeonato português de futebol também, mas a maioria é transmitida no canal por cabo Sport TV.
O programa Desporto 2, no canal RTP2 aos domingos, das 15 às 19 horas, transmite várias modalidades.
A BOLA TV é um canal por cabo que transmite a prática de várias modalidades desportivas mas mais usualmente o futebol.
Muitos dos jogos da Taça CTT são transmitidos na TVI, a final da Taça de Portugal e da da Supertaça, e alguns dos jogos da Liga dos Campeões da UEFA na TVI e alguns dos jogos da Liga Europa são transmitidos pela SIC.